# Kanton Saint-Quentin-Centre
Kanton Saint-Quentin-Centre (fr. Canton de Saint-Quentin-Centre) byl francouzský kanton v departementu Aisne v regionu Pikardie. Tvořilo ho pouze centrum města Saint-Quentin. Zrušen byl po reformě kantonů 2014.